# Apple Watch SE (2-го поколения)
Apple Watch SE (2-го поколения) — текущий упрощённый и удешевлённый вариант восьмого поколения смарт-часов Apple Watch стоимостью от $249, вышедший 7 сентября 2022 года. Второе поколение серии «SE».

## История
Часы были представлены на осенней презентации Apple, проходившей 7 сентября 2022 года, и они были показаны вместе с родственной, более дорогой версией Apple Watch Series 8.

## Характеристики
Имеет GPS/ГЛОНАСС, компас, «всегда включённый» высотомер, кнопку «SOS», датчик внешней освещённости, а также Apple Pay и GymKit
Также «Карты» на часах теперь умеют составлять маршруты для велосипедов, а Siri предлагает языковой перевод.

### Список характеристик
- Чипсет: Apple S8;
  - Центральный процессор (CPU): 1,8 GHz двух-ядерный Thunder 64-битный 7-нм (TSMC N7P);
  - GPU: TBC;
- GPS и Глонасс: Встроенный, включая Galileo и QZSS;
- Сотовая связь: Опционально;
- Степень защиты: ISO 22810:2010 водонепроницаемость (до 50 метров);
- Беспроводная связь: Wi-Fi (802.11 b/g/n 2.4 GHz);
- Bluetooth: Bluetooth 5.3;
- UWB: Нет;
- Оптический датчик пульса: Есть;
- Датчик ЭКГ: Нет;
- Пульсоксиметр: Нет;
- Акселерометр: 256g;
- Гироскоп: Улучшенный, с высоким динамическим диапазоном;
- Датчик освещенности: Есть;
- Альтиметр: Есть;
- Компас: Есть;
- Дисплей: Дисплей OLED LTPO с технологией Retina (яркость 1000 кд/м²)
  - Плотность пикселей:
- Оперативная память (ОЗУ): 1,5 Гб (1536 Мб) DRAM
- Хранилище: 32 Гб
- Версии операционных систем: watchOS 9.0;
- Требования[4]: iPhone 8 или новее, с iOS 16 или новее;
- Батарея: До 18 часов, недоступна быстрая зарядка;
- Вес: 26,4 — 33 грамм;
- Парниковые газы: 31 кг CO2e;
- Начало продаж: Сентябрь 2022 года;
- Сняты с производства: Производятся.